# Jimmy Murphy (chanteur)
Pour les articles homonymes, voir Jimmy Murphy.
Jimmy Murphy, né le 11 octobre 1925 à Birmingham (Alabama), et mort le 1er juin 1981, est un auteur-compositeur-interprète, chanteur et guitariste de rockabilly.